# Xerojardineria
La xerojardineria (del grec xero-, "sec") és la jardineria pròpia, o la més adequada, per a les zones més seques. Actualment però, s'empra com a jardineria autosuficient, que optimitza al màxim tots els recursos, en especial l'aigua, i és aplicable a tota mena de clima. Es tracta doncs d'establir un balanç òptim entre els recursos disponibles i les necessitats que ha de satisfer un jardí.

## Planificació i disseny del jardí
Una bona planificació és essencial per a la distribució òptima dels recursos.
- Característiques: tenir en compte les zones més assolellades, obagues, exposades al vent, el pendent del sòl, etc.
- Necessitats: l'ús que es farà de cadascuna de les zones (jardí, passeig, esbarjo, emmagatzematge d'eines, etc.).
- Topografia del terreny i anàlisi del sòl: cal tenir en compte el pendent del terreny, a les pendents suaus hi plantarem espècies tapissants que donaran suport al terreny i en canvi als pendents molt pronunciats es poden construir bancals. També cal tenir en compte la humitat intrínseca de la zona. En zones humides, entollades o amb bassa hi plantarem, és clar, espècies amb alts requeriments hídrics.
- Anàlisi del sòl: conèixer les característiques del sòl, si són àcids o bàsics, i si és argilós o molt sorrenc o arenós, i fer una millor o correcció de les condicions físiques del sòl com ara afegir compost o sauló als terrenys argilosos.

## Selecció de les espècies
L'ús de plantes autòctones, les pròpies de la regió, permet estalviar aigua, ja que estan adaptades al clima, al tipus de sòl i han desenvolupat adaptacions contra les plagues. Es sol tenir en compte però, les necessitats hídriques i l'espai disponible. En jardins petits plantarem pocs exemplars arboris i de creixement lent i, en canvi, en jardins grans plantarem arbres grossos que poden donar un port monumental com són les alzines, les oliveres o els pins.

## Gespa

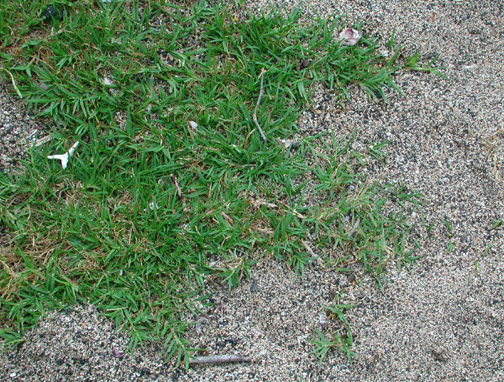
Gram, agram o grama

Les gespes es poden substituir per plantes tapissants que permetin obtenir els mateixos efectes visuals que la gespa, però sense grans consums hídrics ni de temps per al manteniment. No totes les espècies tapissants permeten però ésser trepitjades. Les més recomanables són la grama o gram, Cynodon dactylon i Festuca arundinacea.

### Manteniment de les gespes
No s'han d'adobar excessivament, ja que provoca un augment del creixement i, per tant, també de la demanda d'aigua. A l'hora de segar-la s'ha de fer a una alçada mitjana de 8 a 10 cm, així evitarem que l'herba tingui unes fulles molt llargues que augmenten l'evapotranspiració i, per tant, també la demanda d'aigua.

## Sistemes de reg eficients
Tal com es recomanava, una bona manera d'economitzar l'aigua consisteix a plantar les plantes de manera ordenada segons les necessitats hídriques i disposar d'hidrozones:
- Zones de consum baix hídric: només es regaran en l'etapa immediatament posterior al trasplantament, als dos anys han d'ésser capaces de sobreviure amb la pluja de la zona.
- Zones de consum moderat: regarem només en períodes de sequera i quan les plantes manifestin estrès hídric.
- Zones d'alt consum: destinada als prats de gespa que caldran ésser regats amb els sistema més eficient per aquesta tipologia de plantes, sovint els aspersors.

### Tipologies de regs
- Aspersió i difusió: distribució de l'aigua simulant les gotes de pluja. L'aigua es canalitza a gran pressió fins a la sortida on hi ha l'aspersor o difusor. Adequat per la gespa, les tapissants, els conreus i la rocalla.
- Degoteig o mànegues d'exsudació: infiltració de l'aigua puntualment, tot mullant només una part localitzada del sòl on hi ha les arrels. N'hi ha de superficials i de subterrànies, aquestes segones són les més adequades estèticament als jardins. Adequat per a arbres, arbustos i tanques.
- Manual: és el clàssic reg amb mànega o regadora. Apte per a tota mena de plantes. Adequat per a regs puntuals i petits espais.